# Шерстюк Григорій Пилипович
Григо́рій Пили́пович Шерстю́к (* 26 листопада (8 грудня) 1882, село Новий Тагамлик, нині Машівського району Полтавської області — † 6 (19) листопада 1911, або 24 жовтня (6 листопада) 1911 року) — український мовознавець, педагог, журналіст, видавець, громадський діяч.

## Біографічні відомості
Родом із Нового Тагамлика біля Полтави. 1904 року закінчив учительську семінарію в місті Новий Буг (нині Миколаївської області). Під час навчання він створив гурток, в якому однодумці вивчали історію та літературу, водночас поширювали книжки українською мовою серед місцевого населення. Також члени об’єднання випускали рукописний журнал, куди входили їхні дебютні літературні твори. У 1904-му Шерстюк, закінчивши навчання, повернувся на Полтавщину. Спочатку вчителював у земській школі села Наталівка, згодом у селі Мала Перещепина.
Був одним з ініціаторів (разом з Б. Грінченком та ін.) створення Всеукраїнської учительської спілки (ВУУС) — професійної української організації вчителів і діячів народної освіти.
1905 року, за участь у масових демонстраціях, Шерстюк був заарештований. За ґратами  пробув недовго, його взяли на поруки та до суду відпустили на волю. Григорій подався в Донецьк на Лідіївські шахти, де продовжив викладацьку діяльність. Проте за два місяці керівництво штольні довідалося про арешт вчителя й змусило покинути копальню. Після суду провів рік у Лук’янівській в'язниці.
Засновник першого українського педагогічного видавництва «Український вчитель», засновник та редактор першого українського педагогічного журналу «Світло». Співробітник періодичних видань «Рідний край»  і «Рада» .
Автор науково-популярних книг для дітей, педагогічних статей тощо.
Автор підручників з української мови для шкіл:
- «(Коротка) Українська граматика» (для школи, частина 1; 1907, 1912, 1917),
- частина 2 — «Складня» (1909, 1917).

Важка недуга (туберкульоз кісток), навантаження, що в багато разів перевищувало дозволене лікарями, другий арешт у 1909 р. (запізніле відлуння подій 1905 – 1906 рр.) та повторне майже річне перебування у в’язниці підірвали його здоров’я. (Між іншим, саме під час цього ув’язнення у Григорія Пилиповича виникла думка умовити С. О. Єфремова взятися до написання тепер широковідомої «Історії українського письменства», яка вперше побачила світ у 1911 р. саме у видавництві «Український учитель»).
Запізнілі медичні заходи вже не могли допомогти. 24 жовтня 1911 р. (6 листопада) Г. П. Шерстюк помер в університетській клініці Олександрівської лікарні.

Похований на Новому Байковому цвинтарі (перший ряд дільниці № 9) неподалік від Бориса Дмитровича Грінченка. На пам’ятнику карбовані слова: 
«Прямуючи до світла, ніс «Світло» незрячим і, йдучи шляхом тернистим, зберіг ніжність і лагідність вдачі й незалежність духа свого, подаючи собою зразок людини-громадянина».

## Родина
Дружина - Шерстюк Любов Сергіївна ( ?- вересень 1914) - редакторка часопису "Світло".

Стояла у витоків Українського Червоного Хреста. Ця надзвичайно скромна жінка все своє життя присвятила громадським справам. Довгі роки вона працювала на користь українського слова в редакції “Рідного краю”, “Ради”. Заробляючи на  життя коректуванням “Ради”, вона без грошей працювала у видавництві “Український учитель” та в конторі педагогічного журналу “Світло”. 
“Перед очима стає невеличка постать, любе обличчя з блискучими очима облямоване чорним хвилястим волоссям і вчувається приязний голос: “Чи не треба чого переказати в друкарні, чи в книгарні?”. Марія Грінченко. 
Вона виявила надзвичайно активну діяльність, і передчасну її втрату всі відчули дуже скоро.